# Phi Eridani
Phi Eridani (φ Eri) è una stella situata nella costellazione dell'Eridano. La sua magnitudine apparente è +3,55 e dista 154 anni luce dal sistema solare.
Dovrebbe essere ancora nella sequenza principale, anche se talvolta viene classificata di tipo spettrale B8IV-V, cioè a metà strada tra una stella bianco-azzurra di sequenza principale e una subgigante blu.
Ha una compagna, forse di classe G, a circa 90 secondi d'arco di distanza in cielo; non è però certo che sia legata gravitazionalmente alla principale.